# Neocratojoppa flavescipes
Neocratojoppa flavescipes är en stekelart som beskrevs av Heinrich 1969. Neocratojoppa flavescipes ingår i släktet Neocratojoppa, och familjen brokparasitsteklar. Inga underarter finns listade.